# Мідія середземноморська
Мідія середземноморська, або мідія гальська (Mytilus galloprovincialis) — вид морських двостулкових молюсків (Bivalvia) з родини Мідієві (Mytilidae).
Поширений у Середземному морі та біля південного узбережжя Африки, від Намібії до Порта Алфреда. Мідії, що знайдені біля берегів Південної Каліфорнії дуже близькі до Mytilus galloprovincialis і можливо є випадково інтродукованими.. Вид широко поширений у Чорному морі.
Сягає 140 мм довжиною. Черепашка гладенька, має синьо-фіолетовий або чорний колір, може бути світло коричневою. Мідії є фільтраторами.